# Ari Kattainen
Ari Kattainen, född 1958, är en finländsk orienterare som tog VM-brons i stafett 1989 samt NM-brons i stafett 1988 och 1990.